# Portada/article octubre 1

## Taxonomia
La taxonomia (del grec ταξις, taxis, "ordenament", i νομος, nomos, "norma" o "regla") és, en el seu sentit més general, la ciència de la classificació. Habitualment s'utilitza el terme per designar la taxonomia biològica, la ciència d'ordenar els organismes en un sistema de classificació compost per una jerarquia de tàxons aniuats.
Actualment, existeix el consens dins la comunitat científica que la classificació ha de ser totalment consistent amb el que se sap de la filogènia dels tàxons, car només així donarà el servei que se n'espera des de la resta de branques de la biologia, però hi ha escoles dins la sistemàtica que defineixen amb matisos diferents la manera en què la classificació s'ha de correspondre amb la filogènia coneguda.